# 長谷村 (兵庫県佐用郡)
長谷村（ながたにむら）は、かつて兵庫県西部（西播磨地区）に存在していた村。佐用郡。
1955年、佐用町・平福町・江川村・石井村と合併し、新たに佐用町となったため地方自治体として消滅した。
旧村域は現在の佐用町中部に相当する。

## 概要
現在の佐用町口長谷・奥長谷・口金近・奥金近・宗行・横坂に相当する。

## 沿革
- 1889年（明治22年）4月1日 - 町村制施行に伴い、以下の6村が合併して佐用郡長谷村を発足する。
  - 口長谷(くちながたに)村 - 殿町・塩谷・坊・中島
  - 奥長谷(おくながたに)村 - 横尾・深山口・中村・田坪
  - 奥金近(おくかねちか)村 - 奥金近・森谷
  - 口金近(くちかねちか)村 - 口金近・梨垣内
  - 横坂(よこさか)村 - 亀岩・田中・谷口
  - 宗行(むねゆき)村
- 1955年（昭和30年）3月1日 - 佐用町、平福町、江川村、石井村と合併し、新たに佐用町（2代目）が発足したため消滅する。

## 地域

### 教育
現在はいずれも統廃合により廃止となっている。
- 平福町・長谷村・石井村組合立利神中学校(佐用町本位田の佐用町立佐用中学校に統合)
- 長谷村立長谷小学校（佐用町口長谷の佐用町立利神小学校に統合）

## 交通

### 鉄道
- 現在は智頭急行智頭線が旧村域を通過しているが、駅は設置されていない。